# Sinh vật kị khí

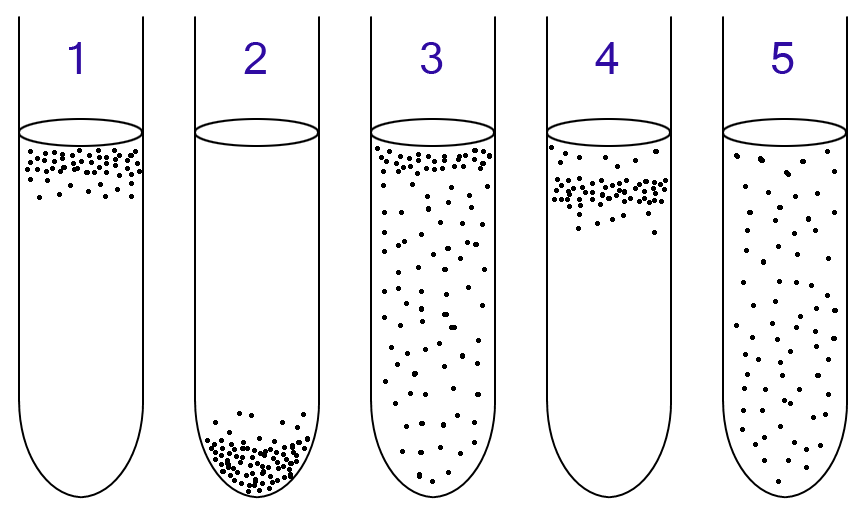
Xác định Vi khuẩn hiếu khí và yếm khí bằng cách cấy trong ống nghiệm chứa nước thioglycollate:
1: Hiếu khí bắt buộc cần oxy vì không thể lên men hoặc hô hấp kỵ khí, tụ tập ở đầu ống có nồng độ oxy cao nhất.
2: Yếm khí bắt buộc bị nhiễm độc bởi oxy, tập trung ở đáy ống có nồng độ oxy thấp nhất.
3: Yếm khí tuỳ ý có thể phát triển có hoặc không có oxy, tập trung chủ yếu ở đầu vì hô hấp hiếu khí tạo ra ATP nhiều hơn lên men hoặc hô hấp kỵ khí.
4: Sinh vật hiếu khí chuộng ít cần oxy vì không thể lên men hoặc hô hấp kỵ khí. Tuy nhiên, chúng đang bị đầu độc bởi nồng độ oxy cao, nên tập trung ở phần trên của ống nghiệm nhưng không phải trên đỉnh.
5: Yếm khí không bắt buộc không cần oxy cho chuyển hóa năng lượng kỵ khí. Tuy nhiên chúng không bị nhiễm độc bởi oxy, có thể sống trải đều khắp ống nghiệm.

Sinh vật yếm khí hay sinh vật kỵ khí là các sinh vật không cần cung cấp oxy cho sự tăng trưởng. Nó có thể phản ứng tiêu cực hoặc thậm chí tử vong nếu oxy hiện diện.
Một sinh vật kỵ khí có thể là đơn bào, như các sinh vật đơn bào , vi khuẩn , hoặc đa bào .

## Phân loại
Theo mục đích thực tế để phân loại, có ba loại yếm khí:
- Các sinh vật yếm khí bắt buộc (Obligate anaerobe), không sử dụng mà bị xâm hại bởi sự có mặt của oxy.[4]
- Các sinh vật yếm khí không bắt buộc (Aerotolerant organism), trong đó không thể sử dụng oxy để tăng trưởng, nhưng chịu đựng hiện diện của nó.[5]
- Các sinh vật yếm khí tuỳ ý (Facultative anaerobe), có thể phát triển mà không cần oxy, nhưng sử dụng oxy nếu nó hiện diện.[5]

## Chuyển hóa năng lượng
Các sinh vật yếm khí bắt buộc có thể sử dụng men hoặc hô hấp yếm khí. Các sinh vật yếm khí không bắt buộc không sử dụng men. Các sinh vật yếm khí tuỳ ý hô hấp hiếu khí, khi không có oxy thì sử dụng men hoặc hô hấp yếm khí.
Trong chuyển hóa dùng men có rất nhiều phản ứng men yếm khí. Sinh vật yếm khí dùng men thì chủ yếu sử dụng lên men đường thành acid lactic:
C6H12O6 + 2 ADP + 2 phosphate → 2 acid lactic + 2 ATP
Năng lượng giải phóng trong phản ứng này là khoảng 150 kJ mỗi mol, được bảo tồn trong việc tái tạo hai ATP từ ADP mỗi glucose. Đây chỉ là 5% năng lượng trên một phân tử đường có phản ứng hiếu khí điển hình tạo ra.
Thực vật và nấm (ví dụ, các nấm men) nói chung sử dụng lên men rượu (ethanol) khi oxy trở nên hạn chế:
C6H12O6 (glucose) + 2 ADP + 2 phosphate → 2 C2H5OH + 2 CO2↑ + 2 ATP
Năng lượng giải phóng là khoảng 180 kJ mỗi mol, được bảo tồn trong việc tái tạo hai ATP từ ADP mỗi glucose.
Vi khuẩn yếm khí và vi khuẩn cổ sử dụng những phương cách này, và nhiều cách dùng men khác, ví dụ, quá trình lên men axit propionic, quá trình lên men axit butyric, lên men dung môi, lên men axit hỗn hợp, lên men butanediol, lên men Stickland, acetogenesis, hoặc khí methan.

## Các dạng hô hấp
| Loại hô hấp                      | Sinh vật                                                      | Nhận điện tử        | Sản phẩm phản ứng | Eo [V] | Ví dụ sinh vật |
| -------------------------------- | ------------------------------------------------------------- | ------------------- | ----------------- | ------ | --- |
| Hô hấp hiếu khí                  | Hiếu khí bắt buộc và tuỳ ý                                    | Oxygen O2           | H2O + CO2         | + 0,82 | Eukaryote |
| Hô hấp nitrate                   | Vi khuẩn hiếu khí tuỳ ý                                       | Nitrate NO3-        | Nitrite NO2-      | + 0,75 | Paracoccus denitrificans, E. coli |
| Khử mangan                       | Vi khuẩn yếm khí tuỳ ý hoặc bắt buộc                          | Mangan Mn (IV)      | Mn (II)           | + 0,41 | Desulfuromonadales, Desulfovibrio |
| Hô hấp sắt                       | Vi khuẩn hiếu khí tuỳ ý, vi khuẩn yếm khí bắt buộc            | Sắt Fe (III)        | Fe (II)           | + 0,15 | Geobacter, Geothermobacter, Geopsychrobacter, Pelobacter carbinolicus, P. acetylenicus, P. venetianus, desulfuromonadales, Desulfovibrio |
| Khử Cobalt                       | Vi khuẩn yếm khí tuỳ ý hoặc bắt buộc                          | Cobalt Co (III)     | Co (II)           |        | Geobacter sulfurreducens |
| Khử Techneti                     | Vi khuẩn yếm khí tuỳ ý hoặc bắt buộc                          | Tecneti Tc (VII)    |                   |        | Geobacter sulfurreducens, Geobacter metallireducens                                                                                      |
| Khử Urani                        | Vi khuẩn yếm khí tuỳ ý hoặc bắt buộc                          | Urani U (VI)        | U (IV)            |        | Geobacter metallireducens, Shewanella putrefaciens, (Desulfovibrio)                                                                      |
| Fumarate                         | Vi khuẩn hiếu khí tuỳ ý                                       | Fumarate            | Succinate         | + 0.03 | Escherichia coli |
| Hô hấp Sulfate (khử sulfate)     | Vi khuẩn yếm khí bắt buộc                                     | Sulfate SO42-       | Sulphide HS-      | - 0.22 | Desulfobacter latus, Desulfovibrio |
| Hô hấp Methane (Hô hấp carbonat) | Vi sinh methanogenic và vi khuẩn yếm khí bắt buộc: Methanogen | Carbon dioxide CO2  | Methane CH4       | - 0.25 | Methanothrix thermophila |
| Hô hấp lưu huỳnh (Khử lưu huỳnh) | Vi khuẩn hiếu khí tùy nghi và vi khuẩn yếm khí bắt buộc       | Sulphur S0          | Sulphide HS-      | - 0.27 | Desulfuromonadales |
| Acetogenesis (Hô hấp carbonat)   | Homoacetogene và vi khuẩn yếm khí bắt buộc                    | Carbon dioxide CO2  | Acetate           | - 0.30 | Acetobacterium woodii |
| Khử TCA                          | Vi khuẩn yếm khí tuỳ ý hoặc bắt buộc                          | TCA trichloroacetic | Dichloroacetic    |        | Trichlorobacter (Geobacteraceae) |

## Sinh vật đa bào
Sinh vật đa bào phức tạp mà không cần đến oxy được cho là hiếm, tuy nhiên có những sinh vật như vậy.
Ít nhất ba loài đã được phát hiện trong nước siêu mặn thiếu oxy ở bồn L'Atalante ở đáy Địa Trung Hải vào năm 2010. Chúng chuyển hóa với hydro, thiếu ty thể và thay vào đó sử dụng hydrogenosome.
Một số sinh vật chuyển hóa chủ yếu sử dụng glycogen, ví dụ như rươi (Nereididae) và một số giun nhiều tơ (Polychaete), hoặc ấu trùng ký sinh trùng Trichinella spiralis (giun thịt lợn).

## Một số ứng dụng đặc biệt

### Công nghệ vi sinh
Lên men rượu sử dụng các nấm men lên men rượu (ethanol) trong chế biến rượu.
Lên men nước mắm sử dụng các nấm men chịu mặn, vốn ký sinh trong ruột cá, chuyển đổi cá ra amino acid.

### Xử lý ô nhiễm phóng xạ urani
Những nghiên cứu của trường Đại học Columbia (Hoa Kỳ) cho thấy các vi khuẩn yếm khí hô hấp theo dạng khử Urani U(VI) như Tshewanella oneidensis, Shewanella putrefaciens,... thực hiện thu thập urani vào cơ thể. Trong đời sống tự nhiên, chúng liên kết thành các tập đoàn không bền vững có cấu trúc giống như những chuỗi hạt dài cỡ 5 mm, và các chuỗi thì liên kết với nhau thành mạng.
Khi vi khuẩn chết đi, urani chuyển hóa ra UO2 không tan trong nước, còn cơ thể vi khuẩn thì thành màng bọc. Kết quả là urani được tập trung lại, và điều này tạo thuận lợi cho tách lọc urani trong xử lý ô nhiễm phóng xạ.